# Cyamophila medicaginis
Cyamophila medicaginis är en insektsart som först beskrevs av Andrianova 1952.  Cyamophila medicaginis ingår i släktet Cyamophila och familjen rundbladloppor. Inga underarter finns listade i Catalogue of Life.